# 迪奥男装
迪奥男装（法語：Dior Homme，曾名：Dior Monsieur ）是法国服装品牌克里斯汀·迪奥（Christian Dior）旗下的男装品牌。
设计师荷迪·斯利曼自从2001/02秋冬季开始担任迪奥男装首席设计师。斯利曼主张瘦身的男装，他的设计多为紧收型，不乏有些摇滚的风格。時裝大師卡爾·拉格斐也曾是Dior Homme的支持者。在2007秋冬之後斯利曼便離開了迪奧。
2008春夏開始由Kris Van Assche擔任設計工作。有留意該品牌服裝之討論區使用者看過迪奧男裝2008春夏新發佈後，反應好壞參半。滿意的聲音表示，迪奧男裝進入了新元素也是新嘗試。不滿的聲音則表示，若然該品牌沒有了搖滾設計及帶起的緊收型、充滿在病態邊緣徘徊的風格後，就像回到Dior Monsieur的時代。於2018年3月，Kris Van Assche离开了Dior Homme，並擔任貝魯堤創意總監。
自2018年3月起，因受到創意總監基姆·瓊斯的影響，迪奧男裝被稱為Dior Men而非Dior Homme。

## 迪奥男装集合
| 季度       | 主題               | 現場音樂                                                       |
| ---------- | ------------------ | -------------------------------------------------------------- |
| 2001年秋冬 | “梭罗牌”           | 本傑明·戴蒙德（Benjamin Diamond）                              |
| 2002年春夏 | “男孩不哭”/“红”    | Nicholas                                                       |
| 2002年秋冬 | “倒影”             | Readymade FC                                                   |
| 2003年春夏 | “跟我来”           | Readymade FC                                                   |
| 2003年秋冬 | “光辉”             | Bosco（歌名：Change Yourself）                                 |
| 2004年春夏 | “裸”               | DSL                                                            |
| 2004年秋冬 | “受害者”           | 鳳凰樂團                                                       |
| 2005年春夏 | （無標題）         | 貝克                                                           |
| 2005年秋冬 | “人人看起来都一样” | 剃刀光芒                                                       |
| 2006年春夏 | “世界一片混乱”     | The Rakes                                                      |
| 2006年秋冬 | “灰色的日子”       | Eight Legs                                                     |
| 2007年春夏 | “我们在一起棒极了” | Littl'ans                                                      |
| 2007年秋冬 | “導航”             | These New Puritans                                             |
| 2008年秋冬 | “北極光”           | 維姆·梅爾滕斯（歌名：Wound to Wound）                          |
| 2009年春夏 | “星座盤”           | 正義樂團（歌名：Planisphere）                                  |
| 2009年秋冬 | “角度”             | 馬康麥拉林（歌名：Deep In Vogue）                              |
| 2010年春夏 | Cold Love          | Ghinzu（歌名：Cold Love）                                      |
| 2010年秋冬 | Temple Of Love     | The Sisters of Mercy、奥芙拉·哈扎（歌名：Temple of Love 1992） |

## 零售商店
中国、香港和台湾有以下城市有迪奥男装零售店：
- 上海：南京西路恒隆广场首层101-101A
- 香港：九龍尖沙咀廣東道1號B1鋪

## 外部連結
- 迪奥男装（英文） （页面存档备份，存于）
- 迪奥 （页面存档备份，存于）